# Liste des plus gros contrats sportifs
 (novembre 2014).
- Si vous ne connaissez pas le sujet, laissez ce bandeau (vous pouvez alors contacter les auteurs).
- Si vous supprimez le contenu mis en cause (vous pouvez préalablement contacter les auteurs),

argumentez précisément cette suppression dans la page de discussion
(un manque de référence n'est pas un argument ; une recherche réelle de référence doit avoir été effectuée, être formellement documentée).
La liste suivante recense les plus gros contrats passés dans le domaine du sport. Les chiffres mentionnés incluent des éventuelles primes additionnelles lors de la signature, mais excluent des options, les rachats, et les contrats de promotion. Cette liste ne reflète pas les salaires et revenus annuels les plus élevés, mais seulement les plus gros contrats passés et est limitée aux athlètes appartenant à des équipes sportives (clubs ou écuries automobiles par exemple). Du fait que les athlètes de sport individuel tels que le golf, le tennis, la boxe ne représentent pas une équipe, ils ne signent pas de contrats et ne gagnent principalement de revenus que de leur résultats et éventuelles victoires lors d'événement sportifs et rencontres. Les contrats présents dans cette liste sont tous supérieurs à 150 millions de dollars.

## Liste
| Rang | Sportif                 | Équipe                          | Sport              | Durée du contrat             | Montant       | Par saison               |
| ---- | ----------------------- | ------------------------------- | ------------------ | ---------------------------- | ------------- | ------------------------ |
| 1    | Shohei Ohtani           | Dodgers de Los Angeles          | Baseball           | 10 ans (2024-2033)           | 700 000 000 $ | $70 000 000              |
| 2    | Lionel Messi            | FC Barcelone                    | Football           | 4 ans (2017-2021)            | 667 745 417 $ | $166 936 354             |
| 3    | Karim Benzema           | Al-Ittihad Club                 | Football           | 3 ans (2023-2026)            | $600 000 000  | $200 000 000             |
| 4    | Kylian Mbappé           | Paris Saint-Germain             | Football           | 3 ans (2022–2025)            | $600 000 000  | $100 000 000/an + Primes |
| 5    | Patrick Mahomes         | Chiefs de Kansas City           | Football américain | 12 ans (2020-2031)           | $503 000 000  | $41 916 667              |
| 6    | Mike Trout              | Angels de Los Angeles           | Baseball           | 12 ans (2019-2029)           | $426 500 000  | $35 541 667              |
| 7    | Cristiano Ronaldo       | Al-Nassr FC                     | Football           | 2 ans (2022-2025)            | $400 000 000  | $200 000 000             |
| 8    | Neymar                  | Al-Hilal Football Club          | Football           | 3 ans (2023-2026)            | $400 000 000  | $100 000 000/an + Primes |
| 9    | Canelo Álvarez          | DAZN                            | Boxe anglaise      | 5 ans, 11 combat (2018-2023) | $365 000 000  | $73 000 000              |
| 10   | Mookie Betts            | Dodgers de Los Angeles          | Baseball           | 13 ans (2020-2032)           | $365 000 000  | $30 416 667              |
| 11   | Fernando Tatís Jr.      | Padres de San Diego             | Baseball           | 14 ans (2021-2034)           | $340 000 000  | $24 285 714              |
| 12   | Bryce Harper            | Phillies de Philadelphie        | Baseball           | 13 ans (2019-2031)           | $330 000 000  | $25 384 615              |
| 13   | Giancarlo Stanton       | Marlins de Miami                | Baseball           | 13 ans (2015-2027)           | $325 000 000  | $25 000 000              |
| 14   | Gerrit Cole             | Yankees de New York             | Baseball           | 9 ans (2020-2028)            | $324 000 000  | $36 000 000              |
| 15   | N'Golo Kanté            | Al-Ittihad Club                 | Football           | 3 ans (2023-2026)            | $300 000 000  | $25 000 000/an + Primes  |
| 16   | Manny Machado           | Padres de San Diego             | Baseball           | 10 ans (2019-2028)           | $300 000 000  | $30 000 000              |
| 17   | Miguel Cabrera          | Tigers de Détroit               | Baseball           | 10 ans (2014-2023)           | $292 000 000  | $29 200 000              |
| 18   | Alex Rodriguez          | Yankees de New York             | Baseball           | 10 ans (2008-2017)           | $275 000 000  | $27 500 000              |
| 19   | Neymar                  | Paris Saint-Germain             | Football           | 5 ans (2017-2022)            | $265 000 000  | $35 000 000/an + Primes  |
| 20   | Nolan Arenado           | Rockies du Colorado*            | Baseball           | 8 ans (2019-2026)            | $260 000 000  | $32 500 000              |
| 21   | Josh Allen              | Bills de Buffalo                | Football américain | 6 ans (2022-2027)            | $258 000 000  | $43 000 000              |
| 22   | Alex Rodriguez          | Rangers du Texas                | Baseball           | 10 ans (2001-2010)           | $252 000 000  | $25 200 000              |
| 23   | Anthony Rendon          | Angels de Los Angeles           | Baseball           | 7 ans (2020-2026)            | $245 000 000  | $35 000 000              |
| -    | Stephen Strasburg       | Nationals de Washington         | Baseball           | 7 ans (2020-2026)            | $245 000 000  | $35 000 000              |
| 25   | Albert Pujols           | Angels de Los Angeles           | Baseball           | 10 ans (2012-2021)           | $240 000 000  | $24 000 000              |
| -    | Robinson Canó           | Mariners de Seattle*            | Baseball           | 10 ans (2014-2023)           | $240 000 000  | $24 000 000              |
| 27   | Giánnis Antetokoúnmpo   | Bucks de Milwaukee              | Basket-ball        | 5 ans (2021-2026)            | $228 200 830  | $45 640 166              |
| 28   | James Harden            | Rockets de Houston*             | Basket-ball        | 5 ans (2017-2023)            | $228 000 000  | $38 000 000              |
| 29   | Joey Votto              | Reds de Cincinnati              | Baseball           | 10 ans (2014-2023)           | $225 000 000  | $22 500 000              |
| 30   | David Price             | Red Sox de Boston*              | Baseball           | 7 ans (2016-2022)            | $217 000 000  | $31 000 000              |
| 31   | Stephen Curry           | Warriors de Golden State        | Basket-ball        | 4 ans (2022-2026)            | $215 353 664  | $53 838 416              |
| 32   | Clayton Kershaw         | Dodgers de Los Angeles          | Baseball           | 7 ans (2015-2021)            | $215 000 000  | $30 714 285              |
| -    | Christian Yelich        | Brewers de Milwaukee            | Baseball           | 7 ans (2020-2028)            | $215 000 000  | $30 714 285              |
| 34   | Prince Fielder†         | Tigers de Détroit*              | Baseball           | 9 ans (2012-2020)            | $214 000 000  | $23 777 777              |
| 35   | Max Scherzer            | Nationals de Washington*        | Baseball           | 7 ans (2015-2021)            | $210 000 000  | $30 000 000              |
| 36   | Luka Dončić             | Mavericks de Dallas             | Basket-ball        | 5 ans (2022-2027)            | $207 060 000  | $41 412 000              |
| 37   | Russell Westbrook       | Thunder d'Oklahoma City*        | Basket-ball        | 5 ans (2018-2023)            | $206 794 070  | $30 000 000              |
| 38   | Zack Greinke            | Diamondbacks de l'Arizona*      | Baseball           | 6 ans (2016-2021)            | $206 500 000  | $34 416 667              |
| 39   | Rudy Gobert             | Jazz de l'Utah                  | Basket-ball        | 5 ans (2021-2026)            | $205 000 000  | $41 000 000              |
| 40   | Stephen Curry           | Warriors de Golden State        | Basket-ball        | 5 ans (2018-2022)            | $201 158 790  | $40 231 758              |
| 41   | Kevin Durant            | Nets de Brooklyn                | Basket-ball        | 4 ans (2022-2026)            | $197 656 906  | $49 414 227              |
| 42   | Damian Lillard          | Trail Blazers de Portland*      | Basket-ball        | 4 ans (2021-2025)            | $196 000 000  | $49 000 000              |
| 43   | Klay Thompson           | Warriors de Golden State        | Basket-ball        | 5 ans (2019-2024)            | $189 903 600  | $37 980 720              |
| 44   | Derek Jeter†            | Yankees de New York*            | Baseball           | 10 ans (2001-2010)           | $189 000 000  | $18 900 000              |
| 45   | Jimmy Butler            | Heat de Miami                   | Basket-ball        | 4 ans (2022-2026)            | $186 592 000  | $46 648 000              |
| 46   | Joe Mauer†              | Twins du Minnesota*             | Baseball           | 8 ans (2011-2018)            | $184 000 000  | $23 000 000              |
| -    | Jason Heyward           | Cubs de Chicago                 | Baseball           | 8 ans (2016-2023)            | $184 000 000  | $23 000 000              |
| 48   | Tobias Harris           | 76ers de Philadelphie           | Basket-ball        | 5 ans (2019-2024)            | $180 000 000  | $36 000 000              |
| 49   | Justin Verlander        | Tigers de Détroit*              | Baseball           | 7 ans (2013-2019)            | $180 000 000  | $25 714 286              |
| 50   | Mark Teixeira†          | Yankees de New York*            | Baseball           | 8 ans (2009-2016)            | $180 000 000  | $22 500 000              |
| 51   | Khris Middleton         | Bucks de Milwaukee              | Basket-ball        | 5 ans (2019-2024)            | $177 500 000  | $35 500 000              |
| 52   | Deshaun Watson          | Texans de Houston               | Football américain | 6 ans (2020-2025)            | $177 500 000  | $29 583 333              |
| 53   | Ben Simmons             | 76ers de Philadelphie           | Basket-ball        | 5 ans (2020-2025)            | $177 243 360  | $35 448 672              |
| 54   | Paul George             | Clippers de Los Angeles         | Basket-ball        | 5 ans (2021-2025)            | $176 265 468  | $44 066 367              |
| 55   | Félix Hernández         | Mariners de Seattle*            | Baseball           | 7 ans (2013-2019)            | $175 000 000  | $25 000 000              |
| 56   | Stephen Strasburg       | Nationals de Washington         | Baseball           | 7 ans (2017-2023)            | $175 000 000  | $25 000 000              |
| 57   | Shai Gilgeous-Alexander | Thunder d'Oklahoma City         | Basket-ball        | 5 ans (2022-2027)            | $172 550 000  | $34 510 000              |
| 58   | John Wall               | Wizards de Washington*          | Basket-ball        | 4 ans (2019-2023)            | $171 174 820  | $42 793 708              |
| 59   | Blake Griffin           | Clippers de Los Angeles*        | Basket-ball        | 5 ans (2017-2022)            | $171 174 820  | $34 234 964              |
| 60   | Buster Posey            | Giants de San Francisco         | Baseball           | 9 ans (2013-2021)            | $167 000 000  | $18 555 556              |
| 61   | Kevin Durant            | Warriors de Golden State*       | Basket-ball        | 4 ans (2019-2023)            | $164 255 700  | $41 063 925              |
| 62   | José Altuve             | Astros de Houston               | Baseball           | 7 ans (2018-2024)            | $163 500 000  | $23 357 143              |
| 63   | Bam Adebayo             | Heat de Miami                   | Basket-ball        | 5 ans (2021-2026)            | $163 000 590  | $32 600 118              |
| -    | De'Aaron Fox            | Kings de Sacramento             | Basket-ball        | 5 ans (2021-2026)            | $163 000 590  | $32 600 118              |
| -    | Donovan Mitchell        | Jazz de l'Utah                  | Basket-ball        | 5 ans (2021-2026)            | $163 000 590  | $32 600 118              |
| -    | Jayson Tatum            | Celtics de Boston               | Basket-ball        | 5 ans (2021-2026)            | $163 000 590  | $32 600 118              |
| 67   | C.C. Sabathia†          | Yankees de New York*            | Baseball           | 7 ans (2009-2015)            | $161 000 000  | $23 000 000              |
| -    | Chris Davis             | Orioles de Baltimore            | Baseball           | 7 ans (2016-2022)            | $161 000 000  | $23 000 000              |
| 69   | Fernando Alonso         | McLaren*                        | Formule 1          | 4 ans (2007-2010)            | $160 000 000  | $40 000 000              |
| -    | Dak Prescott            | Cowboys de Dallas               | Football américain | 4 ans (2021-2024)            | $160 000 000  | $40 000 000              |
| 71   | Matt Kemp               | Dodgers de Los Angeles*         | Baseball           | 8 ans (2012-2019)            | $160 000 000  | $20 000 000              |
| -    | Manny Ramírez†          | Red Sox de Boston*              | Baseball           | 8 ans (2001-2008)            | $160 000 000  | $20 000 000              |
| 73   | Chris Paul              | Rockets de Houston*             | Basket-ball        | 4 ans (2018-2022)            | $159 730 592  | $39 932 648              |
| 74   | Devin Booker            | Suns de Phoenix                 | Basket-ball        | 5 ans (2018-2023)            | $158 253 000  | $31 650 600              |
| -    | Kristaps Porziņģis      | Mavericks de Dallas             | Basket-ball        | 5 ans (2019-2024)            | $158 253 000  | $31 650 600              |
| -    | Karl-Anthony Towns      | Timberwolves du Minnesota       | Basket-ball        | 5 ans (2019-2024)            | $158 253 000  | $31 650 600              |
| -    | Brandon Ingram          | Pelicans de La Nouvelle-Orléans | Basket-ball        | 5 ans (2020-2025)            | $158 253 000  | $31 650 600              |
| -    | Jamal Murray            | Nuggets de Denver               | Basket-ball        | 5 ans (2020-2025)            | $158 253 000  | $31 650 600              |
| 79   | Troy Tulowitzki†        | Rockies du Colorado*            | Baseball           | 10 ans (2011-2020)           | $157 750 000  | $15 775 000              |
| 80   | Jon Lester              | Cubs de Chicago                 | Baseball           | 6 ans (2015-2020)            | $155 000 000  | $25 833 333              |
| 81   | Masahiro Tanaka         | Yankees de New York             | Baseball           | 7 ans (2014-2020)            | $155 000 000  | $22 141 857              |
| 82   | Adrián González         | Red Sox de Boston               | Baseball           | 7 ans (2012-2018)            | $154 000 000  | $22 000 000              |
| 83   | LeBron James            | Lakers de Los Angeles           | Basket-ball        | 4 ans (2018-2022)            | $153 312 846  | $38 328 212              |
| 84   | Kimi Räikkönen          | Ferrari                         | Formule 1          | 3 ans (2007-2009)            | $153 000 000  | $51 000 000              |
| 85   | Jacoby Ellsbury         | Yankees de New York*            | Baseball           | 7 ans (2014-2020)            | $153 000 000  | $21 857 000              |
| 86   | Mike Conley, Jr.        | Grizzlies de Memphis*           | Basket-ball        | 5 ans (2016-2021)            | $152 605 576  | $30 521 115              |
| 87   | Miguel Cabrera          | Tigers de Détroit               | Baseball           | 8 ans (2008-2015)            | $152 300 000  | $19 037 500              |
| 88   | Todd Helton†            | Rockies du Colorado*            | Baseball           | 11 ans (2001-2011)           | $151 500 000  | $13 773 000              |
| 89   | Matt Ryan               | Falcons d'Atlanta               | Football américain | 5 ans (2018-2024)            | $150 000 000  | $30 000 000              |
| 90   | George Springer         | Blue Jays de Toronto            | Baseball           | 6 ans (2021-2027)            | $150 000 000  | $25 000 000              |

†- carrière terminée
*- ne joue plus pour cette équipe